# Parque del Oeste
Il Parque del Oeste è un parco pubblico della città di Madrid, ubicato tra la strada per La Coruña, la città universitaria ed il distretto di Moncloa. Si estende per 98,60 ettari. Prima del XX secolo, il territorio che attualmente occupa il parco era la principale discarica della città. Il parco fu iniziativa di Alberto Aguilera, sindaco della città all'inizio del XX secolo, il quale nel 1906 chiese al paesaggista Celedonio Rodrigáñez di fare il primo tracciato di un luogo per passeggiare e rilassarsi. Dispone di angoli unici e belli come "la Rosaleda", nel quale si detiene annualmente un concorso internazionale di rose. Anche il tempio di Debod si trova in questa zona.
Il parco è raggiungibile con la metropolitana: le stazioni Moncloa (linee numero 3 e 6), Plaza de España (linee numero 3 e 10) e Príncipe Pío (linee numero 6 e 10) si trovano vicino all'ingresso.

## Storia
I lavori del parco sono iniziati nel 1893 e la prima fase è stata inaugurata nell'anno 1905. Questa fase comprendeva una superficie di circa 87 ettari tra le attuali strade di Moret e Seneca, oltre a Paseo di auto, oggi Paseo de Camoens.
Nel 1906 proseguì la realizzazione della seconda fase, raggiungendo il quartiere della Montagna (dove ora è collocato il Tempio di Debod). Si estese in parallelo al Paseo del Pintor Rosales, su vecchie discariche.
Durante la guerra civile spagnola il Parco del Oeste si convertì nel campo di battaglia della città universitaria, in effetti si aprirono trincee e si costruirono bunkers, che ancora oggi si possono notare nella zona al suo estremo nord.
Una volta finita la guerra, D. Cecilio Rodriguez, responsabile dei parchi comunali, si incaricò della sua ricostruzione, che durò fino alla fine degli anni quaranta. Si mantenne il carattere paesaggistico, il tipo di impianto ed il tracciato dei percorsi.
Nel corso degli anni 1956 e 1973 fu ampliato, includendo i terreni della caserma della montagna, costruendo il giardino delle rose ed il parco della montagna, ponendo in quest'ultimo il tempio di Debod.

## Monumenti e punti di interesse
- Il Roseto Ramón Ortiz: fu creato per dotare la capitale spagnola di un roseto allo stile dei principali giardini europei. Occupa una superficie di 15.000 metri quadrati e ospita il concorso internazionale Rosas Nuevas.

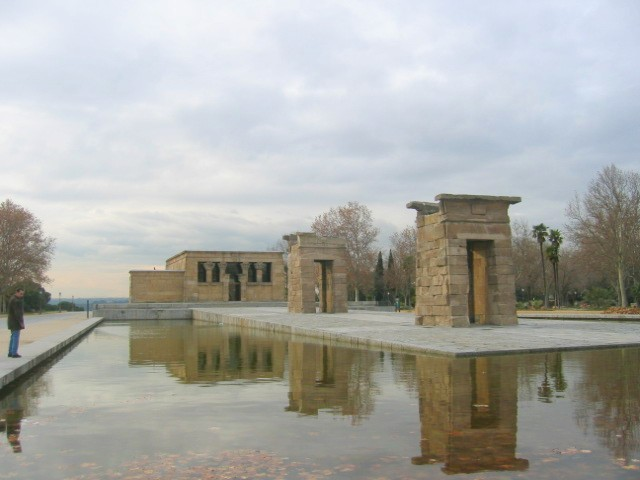
Il tempio di Debod

- Il Tempio di Debod: è un tempio egizio risalente al II secolo a.C.. Fu donato dal governo egiziano nel 1968 alla città di Madrid, in segno di gratitudine per il supporto donato per la salvaguardia dei templi di Nubia e Abu Simbel, in pericolo per la costruzione della diga di Assuan. Il tempio fu costruito per volere del re della Nubia Adijalamani di Meroe e dedicato al culto delle divinità egizie Amon e Iside.
- La scuola di ceramica
- Il teleférico di Madrid